# Eisenbahnanschlag von Zenza
Der Eisenbahnanschlag von Zenza war der Anschlag auf einen gemischten Zug am 10. August 2001 auf einer Zweigstrecke der Luandabahn. 252 Menschen wurden dabei ermordet.

## Ausgangslage
Der Anschlag geschah während des Bürgerkriegs in Angola. In dem Jahrzehnte andauernden Bürgerkrieg zwischen den Regierungstruppen und der Rebellenbewegung UNITA starben schätzungsweise 500.000 Menschen. 2,5 Millionen wurden vertrieben.
Der Anschlag geschah auf der Bahnstrecke von Zenza do Itombe nach Dondo, einer Zweigstrecke der Luandabahn. Die Strecke zwischen Luanda und Dondo war eine der wenigen, die nach den Verwüstungen des Bürgerkrieges noch befahren wurden. Sie war seit mehreren Jahren nicht mehr angegriffen worden und hatte daher als sicher gegolten. Die Verbindung wurde pro Woche drei Mal angeboten.
Der Zug bestand aus mehreren Personenwagen und aus Güterwagen, darunter auch Kesselwagen, die Kraftstoff geladen hatten. Mit dem Zug reisten etwa 500 Bürgerkriegs-Flüchtlinge von Luanda nach Dondo. Andere Berichte gehen offensichtlich davon aus, dass die Reisenden keine Bürgerkriegsflüchtlinge, sondern ganz „normale“ Reisende waren. Sie reisten zum Teil auch auf den Güterwagen. Begleitet wurde der Zug nur von einer kleinen Sicherheitseskorte.

## Unfallhergang
Der Zug fuhr auf eine Panzermine, die von UNITA-Rebellen ausgelegt worden war und entgleiste, der Treibstoff in den Kesselwagen explodierte ebenfalls und der Brand griff schließlich auf den ganzen Zug über und dauerte mehr als 24 Stunden an. Anderen Berichten nach habe sich „nur“ der Treibstofftank der Lokomotive entzündet. Einige der Verletzten erlitten auch Verbrennungen.
Für das der Entgleisung folgende Geschehen gibt es zwei Varianten: Entweder sollen Heckenschützen das Feuer auf die Fahrgäste eröffnet und sich anschließend abgesetzt haben. Oder – nach anderer Darstellung – stürmten die Terroristen den Zug und schossen mit Handfeuerwaffen auf Reisende und Zugpersonal, auch auf Zivilisten, die versuchten, zu fliehen.
Die UNITA bekannte sich zu dem Anschlag und behauptete, der Zug hätte ein Bataillon Militär der Regierungs-Armee befördert und Waffen transportiert. Der Anschlag war die erste größere Operation der UNITA seit 1999 gewesen, als sie durch Regierungsstreitkräfte massiv verdrängt worden war. Der Überfall war auch der erste dieser Art.

## Folgen
252 Menschen starben – einschließlich derjenigen, die erschossen wurden – 165 weitere wurden verletzt. Ein großer Teil der Toten wurde direkt an der Unfallstelle in einem Massengrab beigesetzt.
Der Generalsekretär der Vereinten Nationen, Kofi Annan, bezeichnete den Anschlag als „unentschuldbar“ und machte die UNITA für die Toten verantwortlich.